# Marisa Jossa
Marisa Jossa (Napoli, 15 settembre 1938 – Napoli, 19 novembre 2023) è stata una modella italiana, eletta Miss Italia nel 1959, all'età 21 anni.

## Biografia
Era la madre di Roberta Capua, a sua volta eletta Miss Italia 1986, divenuta poi noto personaggio televisivo.